# Alang
Alang er en indisk by ved Gujarats kyst. Byen er især kendt for sin strand, hvor udtjente skibe ved højvande sættes op, hvorefter de ophugges.